# بالاسيب كاكا
بالاسيب كاكا (بالجرينلاندية: Palasip Qaqqaa)، هو جبل بارتفاع 544 متر (1,785 قدم)  في بلدية كيكاتا غرب جرينلاند. يقع في البر الرئيسي من جرينلاند على ساحل مضيق دافيس، وإلى الشمال من مطار سيسيميوت.